# Selección femenina de fútbol sub-17 de Nigeria
La selección femenina de fútbol sub-17 de Nigeria es el equipo representativo de dicho país en las competiciones oficiales. Su organización está a cargo de la Federación Nigeriana de Fútbol, miembro de la CAF y la FIFA.

## Estadísticas

### Copa Mundial de Fútbol Femenino Sub-17
| Año                       | Fase             | Posición        | PJ              | PG              | PE              | PP              | GF              | GC              |
| ------------------------- | ---------------- | --------------- | --------------- | --------------- | --------------- | --------------- | --------------- | --------------- |
| Nueva Zelanda 2008        | Fase de grupos   | 13º             | 3               | 1               | 1               | 1               | 4               | 4               |
| Trinidad y Tobago 2010    | Cuartos de final | 5º              | 4               | 3               | 0               | 1               | 15              | 9               |
| Azerbaiyán 2012           | Cuartos de final | 5º              | 4               | 2               | 2               | 0               | 15              | 1               |
| Costa Rica 2014           | Cuartos de final | 8º              | 4               | 3               | 0               | 1               | 7               | 5               |
| Jordania 2016             | Fase de grupos   | 14º             | 3               | 0               | 1               | 2               | 0               | 4               |
| Uruguay 2018              | No se clasificó  | No se clasificó | No se clasificó | No se clasificó | No se clasificó | No se clasificó | No se clasificó | No se clasificó |
| India 2022                | Semifinales      | 3º              | 6               | 2               | 3               | 1               | 11              | 7               |
| República Dominicana 2024 | Cuartos de final | 5º              | 4               | 3               | 0               | 1               | 9               | 3               |

### Campeonato femenino sub-17 de la CAF
| Año  | Fase       | Posición | PJ            | PG            | PE            | PP            | GF            | GC            |
| ---- | ---------- | -------- | ------------- | ------------- | ------------- | ------------- | ------------- | ------------- |
| 2008 | Fase Final | 1º       | 6             | 4             | 1             | 1             | 20            | 4             |
| 2010 | Fase Final | 1º       | 2             | 2             | 0             | 0             | 7             | 1             |
| 2012 | Fase Final | 1º       | 4             | 4             | 0             | 0             | 12            | 1             |
| 2013 | Fase Final | 1º       | Ganó por W.O. | Ganó por W.O. | Ganó por W.O. | Ganó por W.O. | Ganó por W.O. | Ganó por W.O. |
| 2016 | Fase Final | 1º       | 4             | 4             | 0             | 0             | 16            | 0             |
| 2018 | Fase Final | 2º       | 4             | 0             | 4             | 0             | 4             | 4             |

- A partir de la edición 2010 se realizan eliminatorias por zonas clasificando a la Copa Mundial de Fútbol Femenino Sub-17 los ganadores de los mismos.